# Greve Landsby
 Ikke at forveksle med Greve Strand.
 For alternative betydninger, se Greve. (Se også artikler, som begynder med Greve)
Greve er en lille by på Østsjælland med 737 indbyggere  (2024). Navnet "Greve" kommer af det olddanske ord gryfia som betyder "fordybning". Greve nævnes første gang i 1285. Byen ligger tæt ved Greve Strand i Greve Kommune, Region Sjælland.
Greve er en forte-rækkeby, der omtales første gang omkring 1285. I den gamle landsbykerne er der bevaret visse spor fra tiden før udskiftningen i 1799. Det drejer sig om strukturen i byens op- bygning omkring åen, engen og forten samt kirken og præstegård fra ca. 1790. Gårdene ligger desuden på deres gamle pladser.
Fra tiden efter udskiftningen er en gammel skolebygning og degnebolig bevaret. Fra andelstiden er bevaret et andelsmejeri. Forsamlingshuset er også bevaret. Bykernen viser god kontinuitet i udviklingen fra udskiftningen til 1940. 
I udkanten af byen ligger Greve Museum. Museet har til huse på Grevegaard som er en firlænget gård fra 1826. Her kan man få et indblik i Greve Kommunes kulturhistorie frem til det 20. århundrede, ligesom der er forskellige udstillinger af kunst og kunsthåndværk på museet. I den lille by findes desuden Greve Kirke og den tilhørende præstegård der blev benyttet til den populære julefilm Nøddebo Præstegård (1974).

## Galleri
- Greve Landsbys gamle skole
- Vilhelm Kyhn, Præstegården i Greve, 1877, Loeb Danish Art Collection